# 岩沢正作
岩沢 正作（いわさわ しょうさく、岩澤 正作、1876年（明治9年）6月4日 - 1944年（昭和19年）6月21日）は、日本の博物学者、考古学者、郷土史家。群馬県の大間々共立普通学校で教鞭を執るかたわら、考古学を中心に郷土史研究の成果を豊国覚堂主宰の『上毛及上毛人』や自身が発刊した『毛野（けぬ / もうや）』上で発表した。また群馬県史蹟名勝天然記念物調査委員として史跡の調査報告に携わった。号は四拙、香蒲。
「赤城の主」「群馬の南方熊楠」といった異名があるほか、教え子から「たこ」「ひげ仙人」「輝石安山岩」「かけら先生」といったあだ名をつけられている。

## 経歴

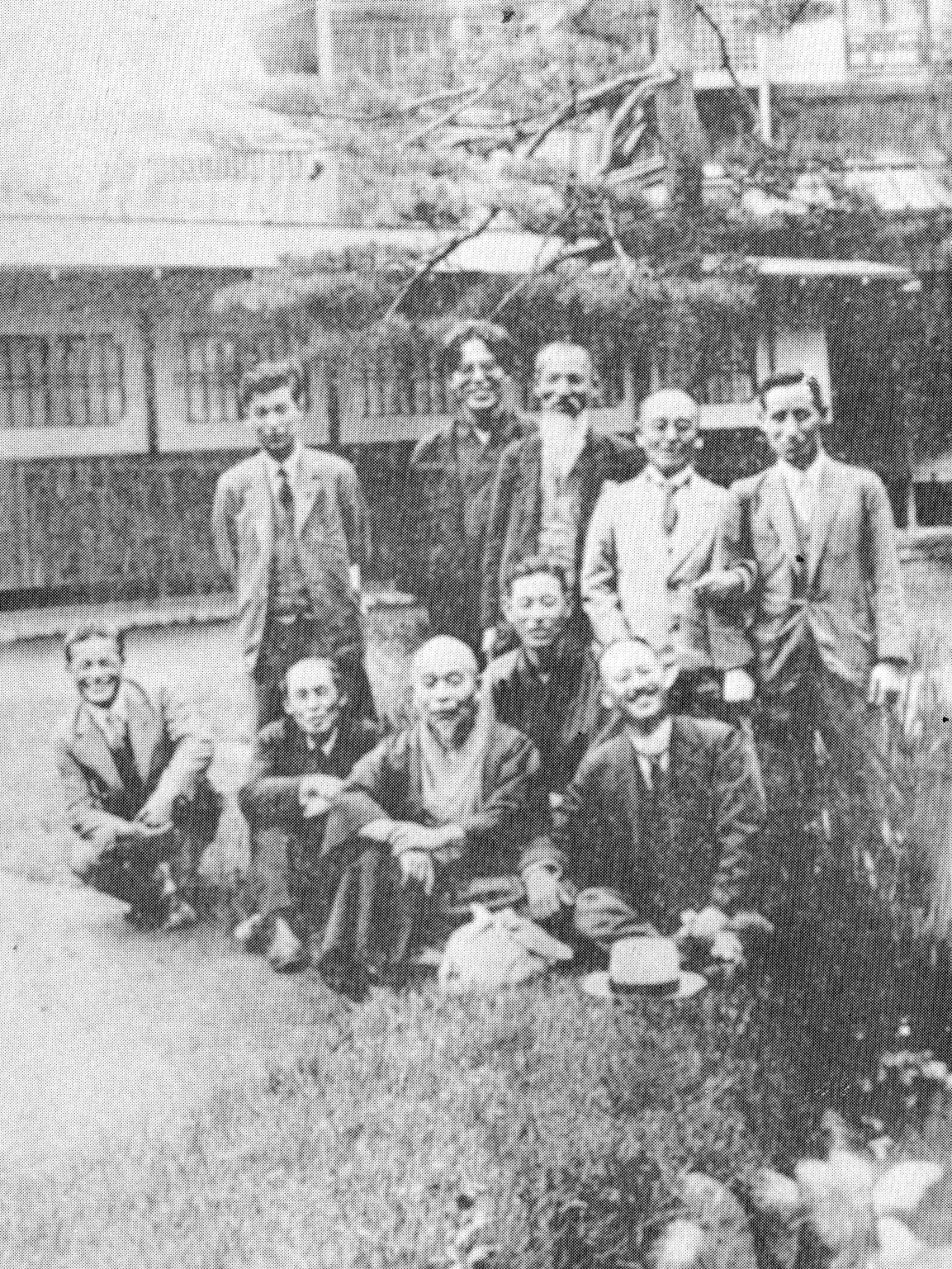
岩沢正作（後列中央）と群馬県内の郷土史家ら。前列中央は豊国覚堂。

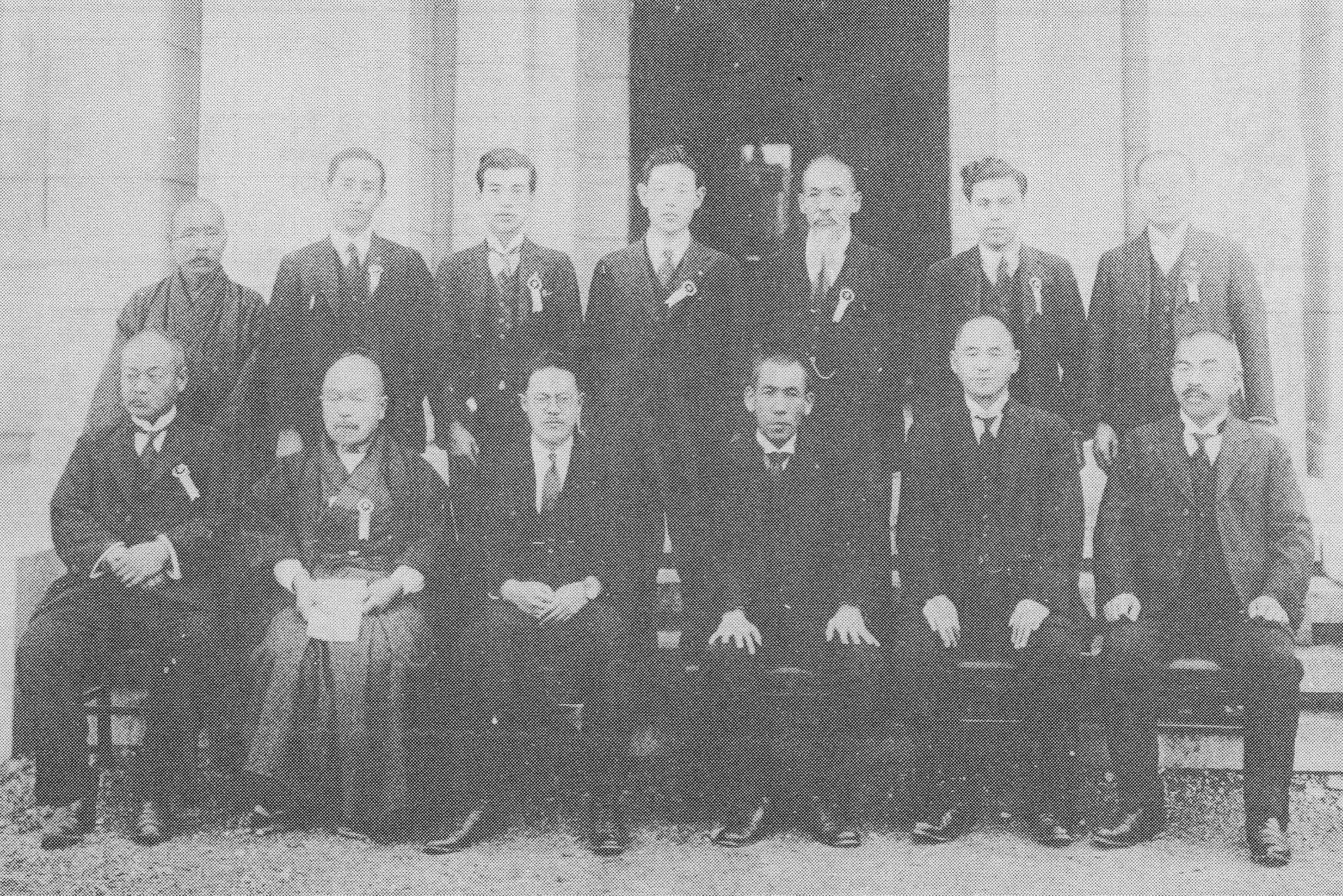
群馬県郷土資料展覧会の係官・委員。後列右から3人目が岩沢。

神奈川県都筑郡都田村（現・横浜市都筑区川和町）の出身。地元の川和小学校卒業後、東京の松籟義塾・有憐義塾で学び、寺崎留吉に博物学の教えを受けた。小学校教員となり故郷の豊永小学校に勤務しながら教員の資格を検定で取得し、高松中学校教諭心得として四国に赴任。1902年（明治35年）に前橋中学校教諭心得となったことで群馬県に移り、1905年（明治38年）から高崎中学校に勤務。1914年（大正3年）からは大間々共立普通学校で教鞭を執り、1938年（昭和13年）4月まで勤務した。
当初『上毛及上毛人』上で研究成果を発表していたが、1931年（昭和6年）自ら『毛野』を刊行し、死去まで生物学・地質学・考古学など幅広い分野で論文を発表している。特筆される研究分野は土器の形式編年と、火山噴出物（テフラ）と遺跡の関係性についての着眼である。また、当時学会では否定的な見解が多数だった日本における旧石器について、大間々や邑楽郡小泉町で採集したと語っていたという証言があるものの、本人は文献に書き残しておらず、該当する石器も不明。
赤城山の環境保護を訴える論稿も発表しており、1935年（昭和10年）2月の県立赤城公園の指定にも深く関与していると考えられている。

### 年表
- 1876年（明治9年）6月4日 - 神奈川県都筑郡都田村川和（現・横浜市都筑区川和町）の農家に、父卯之助、母クニの次男として生まれる[17]。
- 1889年（明治22年）4月 - 川和小学校卒業[8]。
- 1901年（明治34年）10月20日 - 高松中学校に赴任[18]。
- 1902年（明治35年）9月30日 - 博物学の教諭として前橋中学校に赴任[19]。
- 1905年（明治38年）4月10日 - 高崎中学校に転任[20]。
- 1912年（明治45年）
  - 3月31日 - 高崎中学校を依願退職[21]。
  - 7月 - 妻須永キンの実家のあった群馬県山田郡大間々町に戸籍を移す[2]。
- 1914年（大正3年）1月 - 大間々共立普通学校校長・井上浦造（勢多郡宮城村出身）により、同校教諭として招かれる[22][2]。
- 1917年（大正6年）12月 - 豊国覚堂が大正2年に設立した上毛郷土史研究会に入会。以後機関誌『上毛及上毛人』に77篇の研究稿を寄せる[23]。
- 1921年（大正10年） - 群馬県史蹟名勝天然紀念物調査委員に委嘱[2][24]。
- 1929年（昭和4年）6月 - 岩沢を会長として毛野研究会発足[25][26]。
- 1931年（昭和6年）1月 - 毛野研究会機関誌『毛野』発刊[26]。
- 1934年（昭和9年）11月 - 陸軍特別大演習に際し、昭和天皇に「群馬の陸産貝」という題目で御進講[3][27][28]。赤城山行幸の案内役も務める[3]。
- 1935年（昭和10年） - 毛野貝類研究会、毛野山草会発足[25]。
- 1938年（昭和13年） - 大間々共立普通学校を退職[29]。
- 1944年（昭和19年）6月21日 - 講演先の赤城少年道場（大胡町）で倒れ死去[2][30][31]。戒名は「山岳院渉誉四拙居士」、墓所は光栄寺[2]。

## 調査・報告に関与した遺跡
- 瀧沢石器時代遺跡（国指定史跡） - 『横野村史蹟大観』1934年
- 上芝古墳・八幡塚古墳（国指定史跡）（『群馬県史蹟名勝天然紀念物調査報告 第2輯』1932年） - 岩沢は上芝古墳の埴輪上や周堀に堆積した火山灰から築造時期や古墳時代の地形の推定を試みている[32]。
- 千網谷戸遺跡 - 『山田郡誌』で「須永千網谷戸」出土の土器片を示している[33]。
- 西鹿田中島遺跡（国指定史跡） - 岩沢の発見による[34]。岩沢は遺跡地をたびたび踏査し押紋型土器などの採取をしている[35]。
- 武井廃寺塔跡（国指定史跡）
- 山際遺跡 - みどり市笠懸町鹿にある製鉄遺跡、瓦窯跡。大正時代に岩沢が着目した[36]。
- 西長岡横塚古墳群 - 太田市西長岡町にあった古墳群。1940年に中島飛行機の飛行場建設のための採土で破壊が進んだため強戸小学校勤務の福田耕一とともに岩沢が調査を行い、福田「滅び行く古墳の調査報告」（『毛野』通巻40号）、岩沢「強戸村西長岡長者古墳発見消火器形埴輪」（『毛野』通巻43号）として発表された[37]。

## 著作
- 『上毛及上毛人』誌上で発表した77篇の論稿[23]。
  - 104号「赤城山山頂大沼増水問題に付当局有志に訴ふ」
  - 114号「諸磯式土器について」（1926年） - 諸磯式土器の分布が群馬県にも及んでいることを指摘[38]。
  - 119号から153号「上毛地質（学）講和」（全21回）（1927年から1930年） - 瀧沢石器時代遺跡をはじめとして火山噴出物で被覆された遺跡が多数存在することを指摘し、地質学が考古学研究に寄与すること、またその逆についても触れている[39]。
  - 172号「赤城山の現状を述べて開発保勝に及ぶ」（1931年） - 赤城山大沼周辺の開発について関係者への再考を促した[15]。
  - 215号「県下縄紋土器類の再検討を望む」 - 県内出土の土器を土器編年に則して分析[38]。
- 『毛野』誌上で発表した論稿。以下はそのうち単行本として出版されたもの[25]。
  - 『上毛電鉄沿線概観』
  - 『赤城山大観』
  - 『赤城山中の神秘境銚子伽藍探訪記』
  - 『新里村郷土大観』
  - 『黒川峡と沢入塔』
  - 『神流川渓谷地質巡検手引』
  - 『赤城山廻遊案内』
  - 『高津戸峡と附近の史蹟名勝』

- 『群馬県史蹟名勝天然紀念物調査報告 第2輯』 - 国立国会図書館デジタルコレクション（1932年）
- 『山田郡誌』 - 国立国会図書館デジタルコレクション（1939年） - 地質・生物・先史時代・原始時代・歴史時代・史蹟名勝天然記念物など多くの部門を担当しており、その資料としての質は高く評価されている[6][2]。

## 関連人物

### 毛野研究会関係者
- 井上浦造 - 毛野研究会顧問。大間々共立普通学校校長。
- 豊国覚堂 - 毛野研究会顧問。前述のように上毛郷土史研究会を設立し、『上毛及上毛人』を発行して岩沢の研究発表の場の一つとなった。
- 丸山瓦全 - 毛野研究会顧問。
- 後藤守一 - 毛野研究会顧問。
- 寺崎留吉 - 毛野研究会顧問。
- 柴田常恵 - 毛野研究会顧問。
- 金子規矩雄 - 毛野研究会主幹。群馬県史蹟名勝天然記念物調査委員、同文化財専門委員、同文化財保護審議会委員を歴任[40]。

### その他
- 八幡一郎 - 土器編年など研究分野が重なっており、互いに訪問するなど交流があった[14]。

- 萩原朔太郎 - 前橋中学校時代の生徒。親交があった[2][41]。
- 井上日召 - 前橋中学校時代の生徒。共立普通学校で共に教鞭を執っていた時期がある[42]。
- 土屋文明 - 高崎中学校時代の教え子。親交があった[2]。土屋文明の歌集『続々青南集』中に「岩澤正作先生」の名が現れる[43]。
- 蠟山政道 - 高崎中学校時代の生徒。交流があった[2]。
- 橘外男 - 高崎中学校時代の生徒。交流があった[2]。
- 村上鬼城 - 高崎中学校の同僚村上成之（蛃魚）を通じて知り合い、共同で「紫苑会」などを作った[2]。